# On trace la route (tournée)
Cet article concerne la tournée. Pour l'album, voir On trace la route.
 (août 2024).
Si vous disposez d'ouvrages ou d'articles de référence ou si vous connaissez des sites web de qualité traitant du thème abordé ici, merci de compléter l'article en donnant les références utiles à sa vérifiabilité et en les liant à la section « Notes et références ».
On trace la route est le nom de la tournée 2010-2011 de Christophe Maé qui comporte 107 concerts.
Elle fait suite à son album On trace la route. La tournée fait l'objet d'un enregistrement qui sort en CD et DVD live en novembre 2011, le deuxième album live de l'artiste après Comme à la maison (2008). Cette tournée rassemble près de 700 000 spectateurs. Christophe Maé joue notamment à l'Olympia et au palais omnisports de Paris-Bercy à guichets fermés.

## Ordre des chansons
1. On trace la route
2. Dingue dingue dingue
3. La rumeur
4. On s'attache
5. Va voir ailleurs
6. Parce qu'on sait jamais
7. Mon p'tit gars
8. J'ai laissé
9. Ne m'abandonne pas
10. Donald est dans les docks
11. Pourquoi c'est beau...
12. Nature
13. Mon père spirituel
14. Belle demoiselle
15. J'ai vu la vie
16. Ca fait mal
17. C'est ma terre
18. Manon
19. Je me lâche

## Dates et lieux des concerts
| Numéro | Date              | Ville                | Pays       | Salle                            |
| ------ | ----------------- | -------------------- | ---------- | -------------------------------- |
| 1      | 1er juin 2010     | Beauvais             | France     | Elispace                         |
| 2      | 2 juin 2010       | Le Havre             | France     | Les Docks                        |
| 3      | 3 juin 2010       | Le Havre             | France     | Les Docks                        |
| 4      | 4 juin 2010       | Douai                | France     | Gayant Expo                      |
| 5      | 5 juin 2010       | Dunkerque            | France     | Le Kursaal                       |
| 6      | 8 juin 2010       | Aurillac             | France     | Le Prisme                        |
| 7      | 9 juin 2010       | Roanne               | France     | Le Scarabée                      |
| 8      | 10 juin 2010      | Grenoble             | France     | Summum                           |
| 9      | 11 juin 2010      | Chalon-sur-Saône     | France     | Parc Expo                        |
| 10     | 12 juin 2010      | Besançon             | France     | Micropolis                       |
| 11     | 15 juin 2010      | Paris                | France     | Zénith                           |
| 12     | 16 juin 2010      | Paris                | France     | Zénith                           |
| 13     | 17 juin 2010      | Paris                | France     | Zénith                           |
| 14     | 18 juin 2010      | Paris                | France     | Zénith                           |
| 15     | 19 juin 2010      | Paris                | France     | Zénith                           |
| 16     | 24 juin 2010      | Boulazac             | France     | Le Palio                         |
| 17     | 25 juin 2010      | Angoulême            | France     | Carat                            |
| 18     | 26 juin 2010      | La Rochelle          | France     | Parc Expo                        |
| 18     | 29 juin 2010      | Épernay              | France     | Le Millesium                     |
| 19     | 30 juin 2010      | Troyes               | France     | Le Cube                          |
| 20     | 16 juillet 2010   | Pamiers              | France     | Les Fiestas                      |
| 21     | 18 juillet 2010   | Auxerre              | France     | Festival Aux Zarbs               |
| 22     | 21 juillet 2010   | Six-Fours-les-Plages | France     | Festival Les Voix du Gaou        |
| 23     | 25 juillet 2010   | Nîmes                | France     | Les Arènes                       |
| 24     | 26 juillet 2010   | Béziers              | France     | Les Arènes                       |
| 25     | 29 juillet 2010   | Bayonne              | France     | Les Arènes                       |
| 26     | 12 août 2010      | Orange               | France     | Théâtre antique d'Orange         |
| 27     | 13 août 2010      | Avenches             | Suisse     | Festival Rock Oz'Arènes          |
| 28     | 21 septembre 2010 | Amiens               | France     | Zénith                           |
| 29     | 22 septembre 2010 | Lille                | France     | Zénith                           |
| 30     | 23 septembre 2010 | Bruxelles            | Belgique   | Forest National                  |
| 31     | 24 septembre 2010 | Bruxelles            | Belgique   | Forest National                  |
| 32     | 25 septembre 2010 | Bruxelles            | Belgique   | Forest National                  |
| 33     | 29 septembre 2010 | Rouen                | France     | Zénith                           |
| 34     | 30 septembre 2010 | Caen                 | France     | Zénith                           |
| 35     | 1er octobre 2010  | Le Mans              | France     | Antares                          |
| 36     | 2 octobre 2010    | Orléans              | France     | Zénith                           |
| 37     | 7 octobre 2010    | Nantes               | France     | Zénith                           |
| 38     | 8 octobre 2010    | Rennes               | France     | Musikhall                        |
| 39     | 9 octobre 2010    | Angers               | France     | Amphitéa                         |
| 40     | 13 octobre 2010   | Lyon                 | France     | Halle Tony-Garnier               |
| 41     | 14 octobre 2010   | Lyon                 | France     | Halle Tony-Garnier               |
| 42     | 15 octobre 2010   | Chambéry             | France     | Le Phare                         |
| 43     | 16 octobre 2010   | Saint-Étienne        | France     | Zénith                           |
| 44     | 20 octobre 2010   | Paris                | France     | Palais omnisports de Paris-Bercy |
| 45     | 21 octobre 2010   | Paris                | France     | Palais omnisports de Paris-Bercy |
| 46     | 23 octobre 2010   | Genève               | Suisse     | Geneva Arena                     |
| 47     | 26 octobre 2010   | Dijon                | France     | Zénith                           |
| 48     | 27 octobre 2010   | Montbéliard          | France     | Axone                            |
| 49     | 28 octobre 2010   | Strasbourg           | France     | Zénith                           |
| 50     | 29 octobre 2010   | Metz                 | France     | Les Arènes                       |
| 51     | 30 octobre 2010   | Metz                 | France     | Les Arènes                       |
| 52     | 3 novembre 2010   | Clermont-Ferrand     | France     | Zénith                           |
| 53     | 4 novembre 2010   | Limoges              | France     | Zénith                           |
| 54     | 5 novembre 2010   | Bordeaux             | France     | Patinoire                        |
| 55     | 6 novembre 2010   | Pau                  | France     | Zénith                           |
| 56     | 10 novembre 2010  | Toulouse             | France     | Zénith                           |
| 57     | 11 novembre 2010  | Toulouse             | France     | Zénith                           |
| 58     | 12 novembre 2010  | Marseille            | France     | Le Dôme                          |
| 59     | 13 novembre 2010  | Nice                 | France     | Nikaia                           |
| 60     | 17 novembre 2010  | Paris                | France     | Olympia                          |
| 61     | 18 novembre 2010  | Paris                | France     | Olympia                          |
| 62     | 19 novembre 2010  | Caen                 | France     | Zénith                           |
| 63     | 20 novembre 2010  | Lille                | France     | Zénith                           |
| 64     | 23 novembre 2010  | Orléans              | France     | Zénith                           |
| 65     | 24 novembre 2010  | Châteauroux          | France     | Tarmac                           |
| 66     | 27 novembre 2010  | Neuchatel            | France     | Patinoire                        |
| 67     | 1er décembre 2010 | Saint-Étienne        | France     | Zénith                           |
| 68     | 3 décembre 2010   | Marseille            | France     | Le Dôme                          |
| 69     | 5 décembre 2010   | Bordeaux             | France     | Patinoire                        |
| 70     | 6 décembre 2010   | Nantes               | France     | Zénith                           |
| 71     | 7 décembre 2010   | Rouen                | France     | Zénith                           |
| 72     | 8 décembre 2010   | Amiens               | France     | Zénith                           |
| 73     | 12 décembre 2010  | Bruxelles            | Belgique   | Forest National                  |
| 74     | 13 décembre 2010  | Bruxelles            | Belgique   | Forest National                  |
| 75     | 19 février 2011   | Saint-Paul           | La Réunion | Parc ExpoBat                     |
| 76     | 6 avril 2011      | Lille                | France     | Zénith                           |
| 77     | 8 avril 2011      | Rennes               | France     | Musikhall                        |
| 78     | 13 avril 2011     | Munich               | Allemagne  | Ampere                           |
| 79     | 14 avril 2011     | Zurich               | Suisse     | Kaufleutenl                      |
| 80     | 15 avril 2011     | Berne                | Suisse     | Bierhuebeli                      |
| 81     | 16 avril 2011     | Bâle                 | Suisse     | Kazerne                          |
| 82     | 19 avril 2011     | Tours                | France     | Parc Expo                        |
| 83     | 20 avril 2011     | Clermont-Ferrand     | France     | Zénith                           |
| 84     | 21 avril 2011     | Besançon             | France     | Micropolis                       |
| 85     | 23 avril 2011     | Chatel               | France     | Plein air                        |
| 86     | 18 mai 2011       | Limoges              | France     | Zénith                           |
| 87     | 19 mai 2011       | Angoulême            | France     | Espace Carat                     |
| 88     | 20 mai 2011       | Toulouse             | France     | Zénith                           |
| 89     | 21 mai 2011       | Pau                  | France     | Zénith                           |
| 90     | 25 mai 2011       | Esch-sur-Alzette     | Luxembourg | La Rockhal                       |
| 91     | 26 mai 2011       | Bruxelles            | Belgique   | Forest National                  |
| 92     | 28 mai 2011       | Nancy                | France     | Zénith                           |
| 93     | 18 juin 2011      | Issy-les-Moulineaux  | France     | Île Saint-Germain                |
| 94     | 28 juin 2011      | Paris                | France     | Casino de Paris                  |
| 95     | 29 juin 2011      | Rennes               | France     | Esplanade Charles de Gaulle      |
| 96     | 2 juillet 2011    | Montélimar           | France     | Stade Tropenas A Montelimar      |
| 97     | 9 juillet 2011    | Gruchet-le-Valasse   | France     | Le Parc Eana                     |
| 98     | 12 juillet 2011   | La Rochelle          | France     | Esplanade Saint Jean D'acre      |
| 99     | 13 juillet 2011   | Argelès-sur-Mer      | France     | Parc du château de Valmy         |
| 100    | 16 juillet 2011   | Berne                | Suisse     | Gurten Festival                  |
| 101    | 20 juillet 2011   | Spa                  | Belgique   | Scène Pierre Rapsat              |
| 102    | 25 juillet 2011   | Golfe-Juan           | France     | Théâtre de la Mer                |
| 103    | 26 juillet 2011   | Arles                | France     | Arènes d'Arles                   |
| 104    | 28 juillet 2011   | Carcassonne          | France     | Théâtre Jean-Deschamps           |
| 105    | 29 juillet 2011   | Carcassonne          | France     | Théâtre Jean-Deschamps           |
| 106    | 30 juillet 2011   | Vienne               | France     | Théâtre antique de Vienne        |
| 107    | 27 septembre 2011 | Paris                | France     | Forum des Halles                 |